# Lista de prefeitos de Vassouras
Esta é a lista de prefeitos do município de Vassouras, estado brasileiro do Rio de Janeiro.
| N° | Nome                                  | Imagem                | Partido                                      | Início do mandato       | Fim do mandato                          | Observações                                                                                            |
| -- | ------------------------------------- | --------------------- | -------------------------------------------- | ----------------------- | --------------------------------------- | --- |
| 1  | Francisco Chaves de Oliveira Botelho  |                       | Partido Republicano Fluminense PRF           | 15 de novembro de 1889  | 31 de dezembro de 1894                  | Prefeito eleito indiretamente pela Câmara de Vereadores                                                |
| 2  | Alberto Torres                        |                       | Partido Republicano Fluminense PRF           | 1° de janeiro de 1895   | 31 de dezembro de 1897                  | Prefeito eleito indiretamente pela Câmara de Vereadores                                                |
| 3  | Francisco Chaves de Oliveira Botelho  |                       | Partido Republicano Fluminense PRF           | 1° de janeiro de 1898   | 31 de dezembro de 1900                  | Prefeito eleito indiretamente pela Câmara de Vereadores                                                |
| 4  | Sebastião Eurico Gonçalves de Lacerda |                       | Partido Republicano Fluminense PRF           | 1° de janeiro de 1901   | 31 de dezembro de 1903                  | Prefeito eleito indiretamente pela Câmara de Vereadores                                                |
| 5  | Francisco Alberto da Costa Cabral     |                       | Partido Republicano Democrático PRD          | 1° de janeiro de 1904   | 31 de dezembro de 1906                  | Prefeito eleito indiretamente pela Câmara de Vereadores                                                |
| 6  | Sebastião Eurico Gonçalves de Lacerda |                       | Partido Republicano Fluminense PRF           | 1° de janeiro de 1907   | 30 de dezembro de 1910                  | Prefeito eleito indiretamente pela Câmara de Vereadores                                                |
| 7  | Júlio Ernesto de Lima Duque           |                       | Partido Republicano Democrático PRD          | 31 de dezembro de 1910  | 31 de dezembro de 1914                  | Prefeito eleito indiretamente pela Câmara de Vereadores                                                |
| 8  | Sebastião Eurico Gonçalves de Lacerda |                       | Partido Republicano Fluminense PRF           | 1° de janeiro de 1915   | 7 de maio de 1917                       | Prefeito eleito indiretamente pela Câmara de Vereadores                                                |
| 9  | Ricardo Fernandes de Lacerda          |                       | Partido Republicano Fluminense PRF           | 8 de maio de 1917       | 13 de agosto de 1922                    | Prefeito eleito indiretamente pela Câmara de Vereadores                                                |
| 10 | Joaquim Ribeiro de Avelar             |                       | Partido Progressista PP                      | 14 de agosto de 1922    | 31 de maio de 1924                      | Primeiro prefeito eleito em sufrágio universal                                                         |
| 11 | Sylvio Ferreira Rangel                |                       | Partido Progressista PP                      | 1° de junho de 1924     | 31 de dezembro de 1926                  | Prefeito eleito em sufrágio universal                                                                  |
| 12 | Henrique Borges Monteiro Filho        |                       | Partido Republicano Fluminense PRF           | 1° de janeiro de 1927   | 16 de junho de 1928                     | Prefeito eleito em sufrágio universal                                                                  |
| —  | Edgard Ballard                        |                       | Partido Social Democrático PSD               | 17 de junho de 1928     | 16 de setembro de 1928                  | Vice-prefeito, assumiu o cargo interinamente                                                           |
| 13 | Henrique Borges Monteiro Filho        |                       | Partido Progressista PP                      | 17 de setembro de 1928  | 25 de julho de 1929                     | Prefeito eleito em sufrágio universal retorna ao cargo de titular Faleceu no exercício do cargo        |
| —  | Antenor de Souza Caravana             |                       | Partido Social Democrático PSD               | 26 de julho de 1929     | 22 de agosto de 1929                    | Secretário da Câmara de Vereadores, assumiu o cargo interinamente                                      |
| —  | Edgard Ballard                        |                       | Partido Social Democrático PSD               | 23 de agosto de 1929    | 30 de novembro de 1929                  | |
| —  | Álvaro Pereira Soares                 |                       | Partido Social Democrático PSD               | 1° de dezembro de 1930  | 30 de dezembro de 1930                  | |
| 14 | Álvaro Pereira Soares                 |                       | Partido Social Democrático PSD               | 31 de dezembro de 1929  | 4 de novembro de 1930                   | Prefeito eleito pelo Conselho Consultivo Municipal                                                     |
| 15 | Albino Moreira da Costa Sobrinho      |                       | Partido Social Democrático PSD               | 4 de novembro de 1930   | 30 de dezembro de 1930                  | Prefeito nomeado interinamente pela Revolução de 1930                                                  |
| 16 | Joaquim Ribeiro de Avelar             |                       | Partido Social Democrático PSD               | 31 de dezembro de 1930  | 14 de junho de 1932                     | |
| 17 | Maurício Paiva de Lacerda             |                       | Partido Libertador PL                        | 14 de junho de 1932     | 24 de julho de 1935                     | Prefeito designado pelo Conselho Consultivo Municipal                                                  |
| 19 | Octávio Vidal Gomes                   |                       | Partido Popular Radical PPR                  | 24 de julho de 1935     | 27 de dezembro de 1935                  | Prefeito nomeado pelo Interventor do Estado                                                            |
| 20 | Bonifácio Macedo Portella             |                       | Partido Popular Radical PPR                  | 28 de dezembro de 1935  | 5 de janeiro de 1936                    | Nomeado pelo Vice-almirante Protógenes Guimarães                                                       |
| —  | Bonifácio Macedo Portella             |                       | Partido Popular Radical PPR                  | 6 de janeiro de 1936    | 16 de maio de 1936                      | Elevado a prefeito eleito, reconhecido e empossado                                                     |
| —  | Jorge Coulomb Barroso                 |                       | União Democrática Republicana UDR            | 16 de maio de 1936      | 10 de fevereiro de 1937                 | Diretor da Fazenda Municipal, respondeu como Prefeito interino                                         |
| —  | Bonifácio Macedo Portella             |                       | União Democrática Republicana UDR            | 11 de fevereiro de 1937 | 23 de novembro de 1937                  | |
| —  | Antônio Mattoso Câmara                |                       | União Democrática Republicana UDR            | 24 de novembro de 1937  | 20 de dezembro de 1937                  | Coletor do Estado em Vassouras, assumiu o cargo de Prefeito interino                                   |
| 21 | Edmundo Peralta Bernardes             |                       | Partido Social Democrático PSD               | 21 de dezembro de 1937  | 27 de dezembro de 1940                  | Prefeito nomeado pelo Interventor Amaral Peixoto.                                                      |
| 22 | José Henrique Sayão Branco            |                       | Partido Social Democrático PSD               | 28 de dezembro de 1940  | 11 de dezembro de 1945                  | Prefeito nomeado                                                                                       |
| —  | Jorge Coulomb Barroso                 |                       | Partido Social Democrático PSD               | 12 de dezembro de 1945  | 22 de dezembro de 1945                  | Chefe dos Serviços Contábeis Municipais, respondendo como prefeito interino                            |
| 23 | José Argêo Cruz Barroso               |                       | Partido Social Democrático PSD               | 23 de dezembro de 1945  | 13 de novembro de 1946                  | Prefeito nomeado                                                                                       |
| 24 | José Henrique Sayão Branco            |                       | Partido Libertador PL                        | 14 de novembro de 1946  | 30 de dezembro de 1946                  | |
| 25 | Rodolpho de Carvalho Júnior           |                       | Partido Republicano Progressista PRP         | 31 de dezembro de 1946  | 18 de outubro de 1947                   | Prefeito nomeado em comissão                                                                           |
| 26 | Alcides Mendes Accioly                |                       | Partido Republicano Progressista PRP         | 7 de dezembro de 1946   | 30 de maio de 1947                      | |
| 27 | Rodolpho de Carvalho Júnior           |                       | Partido Democrata Cristão PDC                | 31 de maio de 1947      | 17 de dezembro de 1947                  | |
| 28 | José Bento Martins Barbosa            |                       | Partido Social Democrático PSD               | 18 de dezembro de 1947  | 23 de janeiro de 1951                   | Prefeito eleito em sufrágio universal, renunciou por ter sido eleito Deputado Estadual                 |
| 29 | Antônio Apechitá Filho                |                       | Partido Social Democrático PSD               | 24 de janeiro de 1951   | 30 de janeiro de 1951                   | Presidente da Câmara no cargo de titular de maneira efetiva                                            |
| 30 | Cornélio José Fernandes Netto         |                       | Partido Trabalhista Brasileiro PTB           | 31 de janeiro de 1951   | 30 de maio de 1955                      | |
| 31 | José Bento Martins Barbosa            |                       | Partido Social Democrático PSD               | 31 de maio de 1955      | 2 de agosto de 1958                     | Prefeito eleito em sufrágio universal                                                                  |
| 32 | José Ovídio Romeiro Neto              |                       | Partido Social Democrático PSD               | 3 de agosto de 1958     | 30 de janeiro de 1959                   | |
| 33 | Moracy Geraldo da Silva Franco        |                       | União Democrática Nacional UDN               | 31 de janeiro de 1959   | 1° de maio de 1962                      | Prefeito eleito em sufrágio universal, posteriormente se licenciou                                     |
| —  | Elpídio José Pereira                  |                       | Partido Social Progressista PSP              | 2 de maio de 1962       | 30 de janeiro de 1963                   | Vice-prefeito no cargo interinamente até o final do mandato                                            |
| 34 | José Carlos Vaz de Miranda            |                       | Partido Trabalhista Brasileiro PTB           | 31 de janeiro de 1963   | 12 de dezembro de 1966                  | Prefeito eleito em sufrágio universal, posteriormente renunciou para se candidatar a Deputado Estadual |
| 35 | Sylvio da Cruz Leal                   |                       | Partido Democrata Cristão PDC                | 13 de dezembro de 1966  | 30 de janeiro de 1967                   | Presidente da Câmara no cargo de maneira efetiva                                                       |
| 36 | Carlos Eugênio Mexias                 |                       | Aliança Renovadora Nacional ARENA            | 31 de janeiro de 1967   | 30 de janeiro de 1971                   | Prefeito eleito em sufrágio universal                                                                  |
| 37 | Narciso Klier Magallar da Silva Dias  |                       | Aliança Renovadora Nacional ARENA            | 31 de janeiro de 1971   | 31 de janeiro de 1973                   | Prefeito eleito em sufrágio universal                                                                  |
| 38 | Carlos Eugênio Mexias                 |                       | Movimento Democrático Brasileiro MDB         | 1° de fevereiro de 1973 | 31 de janeiro de 1977                   | Prefeito eleito em sufrágio universal                                                                  |
| 39 | Pedro Ivo da Costa                    |                       | Movimento Democrático Brasileiro MDB         | 1° de fevereiro de 1977 | 31 de janeiro de 1983                   | Prefeito eleito em sufrágio universal                                                                  |
| 40 | Narciso Klier Magallar da Silva Dias  |                       | Partido Democrático Social PDS               | 1° de fevereiro de 1983 | 31 de dezembro de 1988                  | Prefeito eleito em sufrágio universal                                                                  |
| 41 | Severino Ananias Dias                 |                       | Partido da Frente Liberal PFL                | 1° de janeiro de 1989   | 31 de dezembro de 1992                  | Prefeito eleito em sufrágio universal                                                                  |
| 42 | Renato Antônio Ibrahim                |                       | Partido Democrático Trabalhista PDT          | 1° de janeiro de 1993   | 31 de dezembro de 1996                  | Prefeito eleito em sufrágio universal                                                                  |
| 43 | Pedro Ivo da Costa                    |                       | Partido da Social Democracia Brasileira PSDB | 1° de janeiro de 1997   | 31 de dezembro de 2000                  | Prefeito eleito em sufrágio universal                                                                  |
| 44 | Altair Paulino de Oliveira Campos     |                       | Partido Democrático Trabalhista PDT          | 1° de janeiro de 2001   | 31 de dezembro de 2004                  | Prefeito eleito em sufrágio universal                                                                  |
| —  | Augusto Santos Silva                  |                       | Partido Socialista Brasileiro PSB            | 1° de janeiro de 2005   | 2 de janeiro de 2005                    | Prefeito nomeado pelo Governo do Estado                                                                |
| —  | Altair Paulino de Oliveira Campos     |                       | Partido Democrático Trabalhista PDT          | 2 de janeiro de 2005    | 10 de abril de 2005                     | |
| 45 | Eurico Bernardes Pinheiro Júnior      |                       | Partido Verde PV                             | 11 de abril de 2005     | 29 de maio de 2005                      | Prefeito eleito em sufrágio universal                                                                  |
| —  | Altair Paulino de Oliveira Campos     |                       | Partido Democrático Trabalhista PDT          | 30 de maio de 2005      | 20 de fevereiro de 2006                 | |
| —  | Eurico Bernardes Pinheiro Júnior      |                       | Partido Verde PV                             | 21 de fevereiro de 2006 | 31 de dezembro de 2008                  | |
| 46 | Renan Vinícius Santos de Oliveira     |                       | Partido Socialista Brasileiro PSB            | 1° de janeiro de 2009   | 31 de dezembro de 2012                  | Prefeito eleito em sufrágio universal                                                                  |
| 46 | Renan Vinícius Santos de Oliveira     | 1° de janeiro de 2013 | Partido Socialista Brasileiro PSB            | 31 de dezembro de 2016  | Prefeito reeleito em sufrágio universal | |
| 47 | Severino Dias                         |                       | Partido Popular Socialista PPS               | 1° de janeiro de 2017   | 31 de dezembro de 2020                  | Prefeito eleito em sufrágio universal                                                                  |
| 47 | Severino Dias                         | Democratas DEM        | 1° de janeiro de 2021                        | 31 de dezembro de 2024  | Prefeito reeleito em sufrágio universal | |
| 47 | Rosilane Piveti Silva                 |                       | Progressistas PP                             | 1° de janeiro de 2025   | Atualidade                              | Prefeita eleita em sufrágio universal                                                                  |